# 2266 Tchaikovsky
2266 Tchaikovsky è un asteroide della fascia principale del diametro medio di circa 47 km. Scoperto nel 1974, presenta un'orbita caratterizzata da un semiasse maggiore pari a 3,3968313 au e da un'eccentricità di 0,1818944, inclinata di 13,25279° rispetto all'eclittica.
L'asteroide è dedicato al compositore russo Pëtr Il'ič Čajkovskij.